# Leptosphaeria anceps
Leptosphaeria anceps är en svampart som beskrevs av Sacc. 1878. Enligt Catalogue of Life ingår Leptosphaeria anceps i släktet Leptosphaeria,  och familjen Leptosphaeriaceae, men enligt Dyntaxa är tillhörigheten istället släktet Leptosphaeria,  och familjen Phaeosphaeriaceae. Arten är reproducerande i Sverige. Inga underarter finns listade i Catalogue of Life.